# 越後屋 (小説家)
越後屋（えちごや、1955年（昭和30年）6月22日 - ）は、大阪府在住の小説家、官能小説家、ソフトSM小説家。越後屋というペンネームは、「時代劇に登場してくる悪徳商人の名前」に由来している。関西学院大学大学院修了。

## 経歴
2005年（平成17年）、第3回幻冬舎アウトロー大賞特別賞を受賞して官能小説家としてデビュー。その後、団鬼六、千草忠夫の系譜を次ぐソフトSM小説を書き続けている。

## 作品リスト
幻冬舎 / 幻冬舎アウトロー文庫
- 「夜の飼育」シリーズ
  - 夜の飼育 (2005年12月) ※ 第3回幻冬舎アウトロー大賞特別賞受賞作
  - 縄痕の宴　－夜の飼育ー (2006年4月)
  - 美猫の喘ぎ　－夜の飼育ー (2006年12月)
  - 悪女の戦慄き　－夜の飼育ー (2007年12月)
  - 痺れの眼差し　－夜の飼育ー (2008年12月)
  - 女王の身動ぎ　－夜の飼育ー (2010年12月)

- 「蔭丸忍法帳」シリーズ
  - 蔭丸忍法帳　－伊賀四姉妹ー (2007年4月)
  - 蔭丸忍法帳　－死闘大坂の陣ー (2008年6月)
  - 蔭丸忍法帳　－－奥義無刀取りー (2009年12月)

- 「夢魔」シリーズ
  - 夢魔 (2007年8月)
  - 夢魔Ⅱ (2008年10月)
  - 夢魔Ⅲ (2009年6月)

竹書房/ 竹書房ラブロマン文庫
- アザミの棘　－狙われた人妻ー (2008年5月)

- 「絵草紙屋善右衛門」シリーズ
  - 絵草紙屋善右衛門　女肌くずし (2008年11月)
  - 絵草紙屋善右衛門　女盗おとし (2009年4月)

徳間文庫
- 「黒真珠」シリーズ
  - 黒真珠 (2009年5月)
  - ガーネットの女　－黒真珠－ (2009年12月)
- 罠　－虜われの美猫たち－ (2010年5月)

宝島社/ 宝島社文庫
- 暗示と催眠の迷宮 (2010年12月)

無双舎/悦の森文庫
- 女王様ゲーム (2011年3月)

### 短編小説
「特選小説」/綜合図書（辰巳出版 ）
- 悪魔の指 (①2009年2月号)(②2009年3月号)(③2009年4月号)（2017年3月号 再録）
- 危ない家庭教師 (2009年7月号)（2012年7月増刊 再録）
- 義姉の体 (2009年10月号)（2012年11月増刊 再録）
- プレイ・ガール綾香 (2010年2月号)
- 満員電車で触られて (2010年4月号)
- 私を牝と呼ばないで (2010年6月号)
- 禁断のセックス (2010年8月号)
- 逆調教は蜜の味 (2010年11月号)
- ネカフェの夜 (2011年2月号)
- かわいい悪女 (2011年6月号)
- 若妻の吐息 (2011年10月号)
- 寒椿の女 (2012年3月号)（2019年3月 再録）
- 志乃 (2012年6月号)
- 獣(けだもの) (2013年3月号)
- 恋は曲者 (2014年1月号)
- ガラス張りの宿 (2014年6月号)
- 健太くんママ (2015年2月号)
- 団地妻　爛れた欲情 (2016年2月号)

竹書房/ 竹書房ラブロマン文庫・特選官能アンソロジー
- 略奪愛の危険な罠（『禁惑』所収） (2008年12月)
- 覗かれ女（『蜜情』所収） (2010年2月)

「悦」Vol.03/無双社 
- 同級生の甘い香り (2010年11月)

「小説NON」/祥伝社 
- 故郷の男 (2010年2月号)